# 長屋真紀子

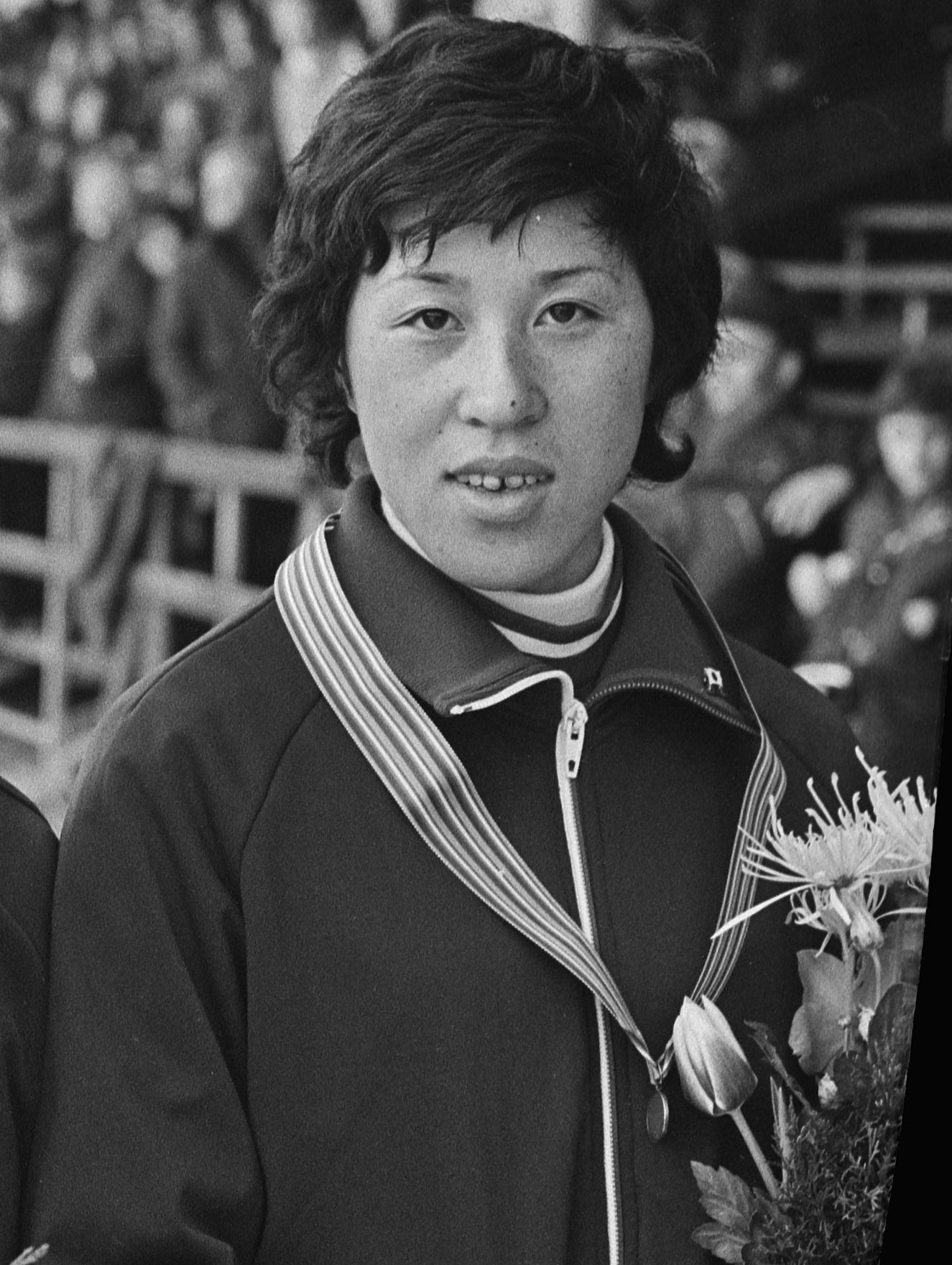
長屋 真紀子 (1975)

長屋 真紀子（ながや　まきこ、1955年10月8日 - ）は、日本の元スピードスケート選手である。北海道足寄郡陸別町出身。
釧路第一高等学校ではインターハイで第22回の500m・1000m2冠、第23回1000m優勝（連覇）という成績を残した。
1974年、三協精機に入社、1976年、インスブルックオリンピック代表に選出、500mで入賞まであと一歩の7位（当時は6位までが入賞だった）、1000m9位の成績を残した。

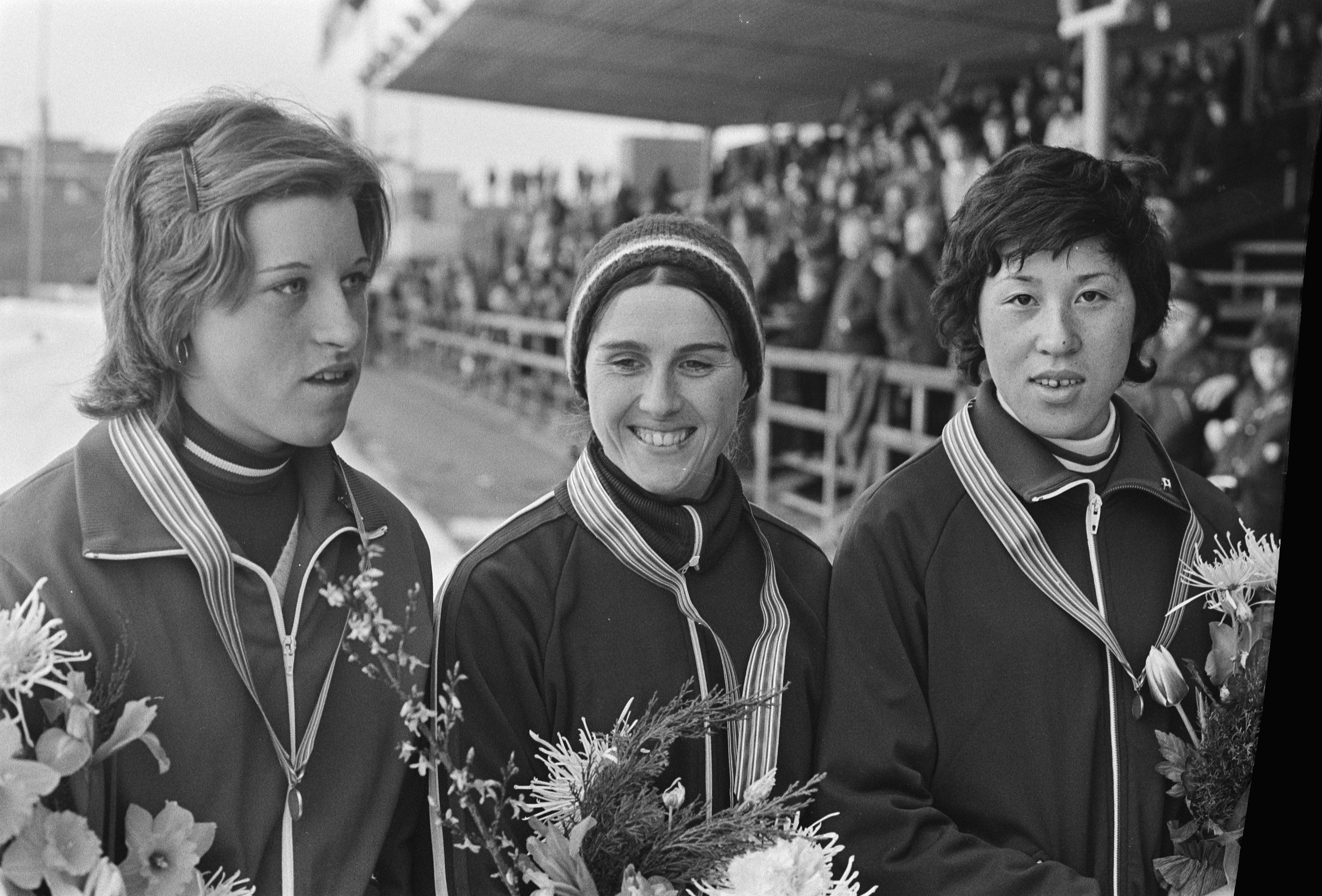
左からキャシー・プリーストナー、シーラ・ヤング、長屋

1977年の第46回全日本スピードスケート選手権大会総合優勝。
1980年1月の世界オールラウンド選手権では500mで2位のタイムを出し、
レークプラシッドオリンピックでは500mで5位入賞、スピードスケート女子の日本勢で入賞は4大会ぶりであった。1000mは22位に終わった。
全日本スプリントスピードスケート選手権大会では1974年の第1回から6連覇を達成している。